# Rudolf Dellsperger
Rudolf Dellsperger (* 30. September 1943 in Bern) ist ein Schweizer Theologe und emeritierter Professor für Neuere Kirchengeschichte, Konfessionskunde und Theologiegeschichte an der Universität Bern.

## Leben
Dellsperger studierte Theologie in Bern und Heidelberg; 1969 wurde er Assistent, 1974 Oberassistent-Lektor an der Evangelisch-theologischen Fakultät der Universität Bern. 1977/78 erhielt er ein Forschungsstipendiat des Schweizerischen Nationalfonds. 1973 promovierte er, und 1981 wurde er habilitiert. 1980 erhielt er den Theodor-Kocher-Preis der Universität Bern. Von 1980 bis 1984 war Dellsperger Pfarrer in Burgdorf. Von 1986 bis 2007 war er ordentlicher Professor an der Universität Bern, und von 1988 bis 1990 Dekan. Er war zudem Lehrstuhlvertreter an der philosophisch-historischen Fakultät der Universität Freiburg und an der Theologischen Fakultät der Universität Luzern.
Dellsperger verfasst Artikel für das Historische Lexikon der Schweiz.

## Schriften
- Was war, ist und bleibt: die Offenheit. In: Saemann. Monatsblatt der Bernischen Landeskirche. Nr. 5, 2008, S. 2–3.
- mit Hans Rudolf Lavater (Hrsg.): Die Wahrheit ist untödlich. Berner Täufer in Geschichte und Gegenwart. Beiträge eines Vortragszyklus an der Universität Bern im Winter 2006/2007. Schweizerischer Verein für Täufergeschichte, Simowa, Bern 2007, ISBN 978-3-908152-16-3 (Mennonitica Helvetica, Nr. 30).
- Kirchengemeinschaft und Gewissensfreiheit. Studien zur Kirchen- und Theologiegeschichte der reformierten Schweiz: Ereignisse, Gestalten, Wirkungen. Lang, Bern, Berlin, Brüssel, Frankfurt am Main, New York, Oxford, Wien 2001, ISBN 3-906766-53-5 (Basler und Berner Studien zur historischen und systematischen Theologie. Band 71).
- (Hrsg.): Wolfgang Musculus (1497–1563) und die oberdeutsche Reformation. Akademie, Berlin 1997, ISBN 3-05-003204-9 (Colloquia Augustana. Band 6).
- mit Lukas Vischer, Lukas Schenker (Hrsg.): Histoire du christianisme en Suisse. Une perspective oecuménique. Labor et Fides, Genf 1995 (Buchbesprechung auf Cambridge Journals).
- Kirche – Gewissen des Staates? Gesamtbericht einer von der Direktion des Kirchenwesens des Kantons Bern beauftragten Expertengruppe über das Verhältnis von Kirche und Politik. Stämpfli, Bern 1991, ISBN 3-7272-9255-5.
- Beitrag in: Reinhard Schwarz et al. (Hrsg.): Die Augsburger Kirchenordnung von 1537 und ihr Umfeld. Wissenschaftliches Kolloquium. Mohn, Gütersloh 1988, ISBN 3-579-01662-8 (Verein für Reformationsgeschichte: Schriften des Vereins für Reformationsgeschichte. Band 196).
- Die Anfänge des Pietismus in Bern. Quellenstudien. Habilitationsschrift an der Universität Bern. Bern 1981. Vandenhoeck und Ruprecht, Göttingen 1984, ISBN 3-525-55806-6 (Arbeiten zur Geschichte des Pietismus. Band 22) (Buchbesprechung von Rudolf Pfister).
- Auf dein Wort. Beiträge zur Geschichte und Theologie der Evangelischen Gesellschaft des Kantons Bern im 19. Jahrhundert. Zum 150jährigen Bestehen der Evangelischen Gesellschaft herausgegeben vom Hauptkomitee: Rudolf Dellsperger, Markus Nägeli, Hansueli Ramser. Haller, Bern 1981 (enthält unter anderem: Die Evangelische Gesellschaft des Kantons Bern im Dienst der Ausbreitung des Reiches Gottes von Hansueli Ramser und Berns Evangelische Gesellschaft und die akademische Theologie von Rudolf Dellsperger).
- Johann Peter Romang: (1802–1875). Philosophische Theologie, christlicher Glaube und politische Verantwortung in revolutionärer Zeit. Lang, Bern, Frankfurt am Main 1975, ISBN 3-261-01661-2 (Basler und Berner Studien zur historischen und systematischen Theologie. Band 23).